# Lycoperdininae
Lycoperdininae es una subfamilia de coleópteros polífagos. Están muy extendidas en el Paleártico y el Neártico, están asociados a hongos, material orgánico en descomposición o de su dieta micetofago 

## Géneros
- Achuarmychus Tomaszewska & Leschen, 2004
- Acinaces Gerstäcker, 1858
- Amphisternus Germar, 1843
- Amphistethus Strohecker, 1964
- Ancylopus Costa, 1854
- Aphorista Gorham, 1873
- Archipines Strohecker, 1953
- Avencymon Strohecker, 1971
- Beccariola Arrow, 1943
- Brachytrycherus Arrow, 1920
- Cacodaemon Thomson, 1857
- Callimodapsa Strohecker, 1974
- Chetryrus Villiers, 1953
- Corynomalus Chevrolat in Dejean, 1836
- Cymbachus Gerstaecker, 1857
- Cymones Gorham, 1866
- Dapsa Latreille in Cuvier, 1829
- Daulis Erichson, 1842
- Daulotypus Lea, 1922
- Dryadites Frivaldszky, 1883
- Encymon Gerstaecker, 1857
- Eumorphus Weber, 1801
- Gerstaeckerus Tomaszewska, 2005
- Haploscelis Blanchard, 1845
- Hylaia Guérin-Ménéville, 1857
- Indalmus Gerstaecker, 1858
- Lycoperdina Latreille, 1807
- Malindus Villiers, 1953
- Microtrycherus Pic, 1937
- Mycetina Mulsant, 1846
- Ohtaius Chűjô, 1938
- Parindalmus Achard, 1922
- Platindalmus Strohecker, 1979
- Polymus Mulsant, 1846
- Pseudindalmus Arrow, 1920
- Sinocymbachus Strohecker & Chűjô, 1970
- Spathomeles Gerstaecker, 1857
- Stictomela Gorham, 1886
- Stroheckeria Tomaszewska, 2006
- Trycherus Gerstaecker, 1857